# Рамос Бехарано, Дионисио
Дионисио Рамос Бехарано псевдоним Марио Маралес (исп. Dionisio Ramos Bejarano; 9 октября 1918, Сан-Педро-Сула — 9 марта 2006) — деятель коммунистического движения Гондураса, генеральный секретарь коммунистической партии Гондураса с 1954 по 1978 годы.

## Биография
Родился в 1918 году в крестьянской семье, окончил среднюю школу в 1936 году и в том же году поступил на юридический факультет Национального автономного университета Мехико. Вернувшись на родину в 1938 году, он участвовал в создании рабочих кружов по изучению марксистской литературы в Гондурасе. С 1940 по 1946 год работал на железной дороге, принадлежащей «Юнайтед фрут компани». Написал несколько статей, разоблачающих грубую эксплуатацию рабочих банановых плантаций, и впоследствии был арестован.
С 1946 года Рамос Бехарано полностью посвятил себя революционной деятельности. Организовал мелкобуржуазную Революционно-демократическую партию в 1949 году и до 1952 года был лидером партии и редактором партийного печатного органа «Вангуардия революсионария» (Vanguardia revolucionaria). Заложил идеологическую основу для создания коммунистической партии Гондураса. 
Соучредитель Коммунистической партии Гондураса (1954 год), с момента её основания был членом Центрального комитета партии и Политической комиссии Центрального комитета, а также генеральным секретарём Центрального комитета партии (первый секретарь до 1972 года). Рамос Бехарано неоднократно подвергался арестам и высылке из страны за активную революционную деятельность.
С 1988 года по 2006 год занимал должность президента Института социальной защиты журналистов Гондураса (Instituto de Previsión Social del Periodista). 
В 1994 году получил высшую журналистскую премию Гондураса — Премию Альваро Контрераса.
Скончался в 2006 году.